# Platja de Sant Vicenç de Montalt
La platja de Sant Vicenç és una platja semiurbana de la costa del Maresme, situada al municipi de Sant Vicenç de Montalt (Maresme). Limita pel seu extrem nord-est amb la riera del Gorg, que la separa de la platja dels Tres Micos, del municipi de Caldes d'Estrac, i pel seu extrem sud-oest amb el port Balís, al municipi de Sant Andreu de Llavaneres. Té una longitud de 1.300 m i una amplada mitjana de 80 m de sorra gruixuda i un pendent d'entrada a l'aigua molt pronunciat. Disposa d'una àrea delimitada per a l'accés de ciutadans amb gossos.
Paral·lel a la platja discorre el passeig marítim, anomenat passeig del Marquès Casa Riera, on hi ha edificades cases de la burgesia catalana dels segles XIX i XX, que conformen el conjunt arquitectònic edificat en aquella època a ran de mar, més ben conservat del Maresme.

## Accessos[3]
- Cotxe:
  - Carretera N-II direcció a Arenys de Mar: cal entrar pel pas subterrani que hi ha al costat de la benzinera.
  - Carretera N-II direcció a Mataró: cal entrar pel pas subterrani que trobarem passat el nucli urbà i Autopista C-32: sortida 18, direcció platges / Caldes d'Estrac.
- Tren: Estació de RENFE més propera: Caldes d'Estrac (a 5 min. de la platja de Sant Vicenç de Montalt).
- Bus: Bus urbà que connecta el nucli urbà i el barri antic amb la zona de la platja.

## Aparcaments
Al passeig Marquès Casa Riera (zona blava de pagament), carrer de la Pau (aparcament reservat als residents autoritzats i una part lliure) i espais situats a les urbanitzacions properes, també a la vorada de la N-II en direcció a Barcelona.